# Rodolfo Smith de Vasconcelos
Rodolfo Smith de Vasconcellos, segundo barão de Vasconcellos, (Fortaleza, 23 de maio de 1846 — Rio de Janeiro, 28 de agosto de 1926) foi um genealogista e nobre luso-brasileiro.
Autor do Arquivo Nobiliárquico Brasileiro, editado em Lausana (Suíça) em 1918. Era sócio do Instituto do Ceará.
Nascido no Rio de Janeiro (segundo alguns, em Fortaleza), sabe-se que foi um destacado genealogista e nobre luso-brasileiro.
Casou-se em Bona, Renânia do Norte - Vestfália, então Império Alemão, em 20 de abril de 1874, com Eugénia Virgínia Ferreira Felício, filha do Conde de São Mamede, de quem teve:
- Francisca Carolina Smith de Vasconcellos (1875), casada com Heitor Basto Cordeiro;
- Guiomar Eugênia Smith de Vasconcellos (1876), casada com seu tio Frederico Smith de Vasconcellos;
- Rodolfo Álvaro Smith de Vasconcellos (1877), casado com Amália de Sá;
- José Smith de Vasconcellos (1881), casado com Serafina Lisboa;
- Rodrigo Alfredo Smith de Vasconcellos (1882), solteiro;
- Jaime Smith de Vasconcellos, 3º barão de Vasconcellos (1883), casado com Ana Teresa Siciliano;
- Vasco Joaquim Smith de Vasconcellos (1886), casado com Marieta Braga de Castro Santos;
- Nuno Lopo Smith de Vasconcellos (1891), casado com Luella Marie Metz;
- Maria Egídia Smith de Vasconcellos (1892), casada com António Borges da Silva.

Ele escolheu o filho Jaime para sucedê-lo, o que causou grande polêmica entre os demais filhos.[carece de fontes?]
Sua bisneta é a psicóloga e política Marta Teresa Smith de Vasconcellos, mais conhecida como Marta Suplicy.